# داشلی تپه ۲
داشلی تپه ۲ مربوط به هزاره اول قبل از میلاد است و در شهرستان خوی، بخش صفاییه، دهستان سکمن آباد، ۷۰۰م جنوب شرق روستای زاویه واقع شده و این اثر در تاریخ ۲۵ آبان ۱۳۸۷ با شمارهٔ ثبت ۲۳۴۹۸ به‌عنوان یکی از آثار ملی ایران به ثبت رسیده است.